# Good News Agency
Good News Agency - l'agenzia delle notizie positive lanciata nel giugno 2000 - è edita dalla Associazione Culturale dei Triangoli e della Buona Volontà Mondiale. L'Associazione è stata fondata nel 1979 ed è stata riconosciuta quale ente morale nel 1999; dal 2002 è associata al Dipartimento per l'Informazione Pubblica delle Nazioni Unite. Good News Agency è distribuita nel mondo via Internet; tutti i numeri pubblicati sono disponibili sul sito web.

## Attività
Le attività dell'Associazione sono sempre state incentrate sulla diffusione dei valori di fratellanza, unità nella diversità e responsabilità per il bene comune, tramite la divulgazione di nuovi valori etici e sociali. Tutte le attività sono svolte dai soci e simpatizzanti a titolo di volontariato e sono offerte al pubblico gratuitamente.
Nel febbraio 2001, Good News Agency ha lanciato il Codice Etico dei Media, che sottolinea la responsabilità degli editori di dar voce anche agli avvenimenti positivi che indicano la risposta dell'umanità ai maggiori problemi del nostro tempo.